# 小霊石県
小霊石県（しょうれいせき-けん）は中華人民共和国山西省にかつて存在した県。現在の晋中市霊石県北部に相当する。
元初に設置され、1265年（至元2年）に廃止された。